# Майбутнє в Америці: Пошук після реалій
«Майбутнє в Америці: Пошук після реалій» (англ. The Future in America: A Search After Realities) — книга англійського письменника Герберта Веллса. Вперше видана у 1906 році. Книга складається з 15 розділів. У ній описані всі аспекти життя США на той момент.
Подорожуючи Америкою Веллс висловлює свої враження. Як журналіст він може брати інтерв'ю майже у будь-кого. Маючи можливість побувати в різних містах він описує у книзі перспективи їх розвитку. Також у цій книзі він розглядає суспільство і каже чого бракує суспільству.

## Розділи
- I. Пророчий розум
- II. Матеріальний прогрес
- III. Нью-Йорк
- IV. Зріст непереборний
- V. Економічний прогрес
- VI. Деякі аспекти американського багатства
- VII. Певні працівники
- VIII. Корупція
- IX. Емігрант
- X. Державне небачення
- XI. Два досліда в розчаруванні
- XII. Трагедія кольору
- XIII. Сучасний стан розуму
- XIV. Культура
- XV. У Вашингтоні